# Филипинска съпротива
Филипинската съпротива (на филипински: Kilusan ng Paglaban sa Pilipinas) е съпротивително движение във Филипините по време на японската окупация през Втората световна война.
То включва различни групи и организации, които водят активна партизанска война срещу японското присъствие и марионетната Втора филипинска република. Към края на войната Съпротивата наброява 260 хиляди партизани, които установяват контрол над значителни части от страната.